# Pulo Panjou
Pulo Panjou is een bestuurslaag in het regentschap Pidie van de provincie Atjeh, Indonesië. Pulo Panjou telt 351 inwoners (volkstelling 2010).